# Geneva Extrasolar Planet Search
O Geneva Extrasolar Planet Search é uma variedade de programas observacionais executados pelo Observatório de Genebra localizado na Versoix, uma pequena cidade perto de Genebra, na Suíça. Os programas são executados por M. Mayor, D. Naef, F. Pepe, D. Queloz, N.C. Santos e S. Udry usando vários telescópios e instrumentos no hemisférios norte e sul e resultaram na descoberta de vários planetas extrassolares, incluindo 51 Pegasi b, o primeiro exoplaneta já confirmado que orbita uma estrela da sequência principal.
Programas originados em Genebra são geralmente conduzidas em colaboração com várias outras instituições acadêmicas da Bélgica, Alemanha, Itália e Reino Unido. Estes programas procuram por exoplanetas em vários locais usando diferentes instrumentos. Estes incluem o Observatório de Haute-Provence, na França, o TRAPPIST e o Telescópio Leonhard Euler, ambos localizados no Observatório de La Silla, no Chile, bem como os programas de M dwarf. A maioria dos projetos recentes envolvem o espectrógrafo HARPS, HARPS-N na ilha de La Palma, e o Next-Generation Transit Survey localizado no Observatório Paranal, norte do Chile.